# El Toro
El Toro (znan tudi kot El Toro 20) je bila dolga ograja ob dvajsetih stopnicah, ki je bila zloglasna v svetu rolkanja. Nahajala se je ob šoli El Toro v Lake Forest, Kalifornija. S El Toro rolkarji poimenujejo tudi kako ograjo podobnih dimenzij. Ograja je bila podrta poleti 2019.
El Toro je eden najslavnejših rolkarskih krajev, med katerimi so tudi Hubba Hideout, Carlsbadska vrzel in Wallenbergške štiri.
Ker je ograja tako ogromna je bilo na njej in preko stopnic do sedaj odpeljanih malo trikov. Prvi je trik na njem odpeljal Heath Kirchart v rolkaskem filmu The End. V istem filmu se je Jeremy Klein po stopnicah peljal v kombiju. Mnogo rolkarjev si je s trikom na tej ograji priborilo pozornost celotnega rolkarskega sveta, veliko trikov pa je bilo objavljenih na naslovnicah rolkarskih revij.

### Seznam odpeljanih trikov
- Heath Kirchart - fs lipslide (The End)
- Tosh Townend - bs feeble (411vm 44)
- Arto Saari - fs boardslide (Menikmati)
- Don Nguyen - ollie čez stopnice
- Matt Mumford - fs smith grind
- Ben Gilley - fs 5-0 (Blackout)
- Carlos Ruiz - bs lipslide (What If?)
- Shane Cross - fs nosegrind
- Ryan Dannettelle - bs 180 čez stopnice (Get Tricks or Die Tryin')
- Dave Bachinsky - kickflip čez stopnice (Our Life)
- David Gravette - bs 5-0